# Río Santa Rufina
Le río Santa Rufina est un cours d'eau du nord-ouest de l'Argentine qui coule sur le territoire de la province de Salta. C'est un affluent important du cours supérieur du río Mojotoro, lui-même cours supérieur du río Lavayén. C'est donc un sous-affluent du rio Paraná par le río Mojotoro, le río Lavayén, le río San Francisco, le río Bermejo et enfin par le río Paraguay.

## Géographie
Le río Santa Rufina naît sur les versants nord-ouest du Valle de Lerma, vaste zone déprimée qui court du nord au sud en bordure des plissements élevés des sierras subandines du nord-ouest argentin. Dès sa naissance, la rivière, puissamment alimentée par les importantes précipitations des versants orientaux de la partie méridionale de la Sierra de Chañi qui couvrent l'essentiel de son bassin, se dirige vers le sud-est. Elle finit par se jeter dans le río Mojotoro en rive droite.
La superficie de son bassin versant est de plus ou moins 150 km2.

## Affluents et sous-affluents
- Le río San Alejo (rive droite).

## Hydrologie
Le río Santa Rufina a un régime permanent de type pluvio-nival, avec un débit maximal pendant les mois d'été. 

### Hydrométrie - les débits mensuels à Santa Rufina
Les débits de la rivière ont été observés sur une période de 11 ans (1945-1955) à la station hydrométrique de Santa Rufina située dans la province de Salta, à quelque 50 kilomètres au nord de la ville de Salta, et ce pour une superficie prise en compte de 75 km2, soit plus ou moins la moitié du bassin versant total. La surface étudiée ne comprend pas les débits correspondant au bassin versant de son plus important affluent, le río San Alejo. 
À Santa Rufina, le débit annuel moyen ou module observé sur cette période était de 2,69 m3/s .
La lame d'eau écoulée dans cette importante portion du bassin atteint ainsi le chiffre très élevé de 1.128 millimètres par an. Quant au débit spécifique, il se monte à 35,74 litres par seconde et par kilomètre carré.  